# Servicio básico
Un servicio básico se refiere a aquellos servicios esenciales requeridos para el bienestar, seguridad y desarrollo de individuos y comunidades. Estos servicios son fundamentales para garantizar una vida digna y saludable. La concepción de lo que es un "servicio básico" puede variar según el contexto geográfico, socioeconómico y cultural. 
- El sistema de abastecimiento de agua potable.
- La red de saneamiento de aguas servidas.
- El sistema de desagüe de aguas pluviales, también conocido como sistema de drenaje de aguas pluviales.
- El sistema de vías.
- El sistema de alumbrado público.
- La red de distribución de energía eléctrica.
- El servicio de recolección de residuos sólidos.
- El servicio de gas.
- El servicio de la seguridad pública.
- Servicio de asistencia médica.
- Establecimientos educativos.
- El servicio de transporte.
- El sistema de abastos.

- Datos: Q2884970